# Mimela inoei
Mimela inoei är en skalbaggsart som beskrevs av Shuhei Nomura 1967. Mimela inoei ingår i släktet Mimela och familjen Rutelidae. Inga underarter finns listade i Catalogue of Life.